# Jekatierina Pieszkowa
Jekatierina Pawłowna Pieszkowa, ros. Екатерина Павловна Пешкова (ur. 14 lipca?/26 lipca 1876 lub 1877 w Sumach, zm. 26 marca 1965 w Moskwie) – rosyjska, a następnie radziecka działaczka humanitarna, pierwsza żona Maksyma Gorkiego, pełnomocnik Biura Polskiego Czerwonego Krzyża w ZSRR w okresie międzywojennym.

## Życiorys
Urodziła się pod nazwiskiem Wołżyna. Pochodziła z rodziny drobnej szlachty na Ukrainie. Od 1895 r. pracowała jako korektorka w „Samarskiej Gazietie”, gdzie poznała młodego dziennikarza, Aleksieja M. Pieszkowa, późniejszego słynnego pisarza, piszącego pod pseudonimem Maksym Gorki. W 1896 r. wyszła za niego za mąż. Miała z nim dwójkę dzieci, syna Maksima, urodzonego w 1897 r. i córkę Katię. Maksym Gorki w 1904 r. zawarł drugie małżeństwo, nie rozwodząc się jednak z Jekatieriną P. Pieszkową. W II poł. lat 90. XIX wieku przeniosła się ona z Samary do Niżnego Nowogrodu, gdzie organizowała imprezy choinkowe dla dzieci. Uczestniczyła w życiu intelektualnym miejscowej elity kulturalnej.
W 1905 r., biorąc udział w organizowaniu pomocy zrewolucjonizowanym marynarzom w Sewastopolu, wstąpiła do Partii Socjalistów-Rewolucjonistów (tzw. „eserów”). Na pocz. 1907 r. wyjechała na emigrację do Włoch. Następnie przebywała w Szwajcarii i Francji. W Paryżu uczestniczyła w pracy Kasy Emigracyjnej do Spraw Pomocy Materialnej Rosyjskim Emigrantom Politycznym i Komitetu Pomocy Rosyjskim Więźniom Politycznym pod kierownictwem Wiery Figner. Po wybuchu I wojny światowej powróciła do Rosji, stając na czele Komisji Dziecięcej Towarzystwa Pomocy Ofiarom Wojny. W 1915 r. zorganizowała grupę ludzi, która zajmowała się wywozem dzieci za linię frontu. Ponadto działała w nielegalnej organizacji Polityczny Czerwony Krzyż.
Po rewolucji lutowej 1917 r. utworzyła Biuro Moskiewskie Stowarzyszenia Pomocy Uwięzionym Więźniom Politycznym, którego stała się wkrótce przewodniczącą. Następnie wybrano ją deputowaną Dumy Miejskiej w Moskwie. W styczniu 1918 r. objęła współkierownictwo zalegalizowanego Politycznego Czerwonego Krzyża. Jesienią 1920 r. objęła funkcję pełnomocnika Biura Polskiego Czerwonego Krzyża w Rosji Sowieckiej. Rok później doprowadziła do wymiany jeńców wojennych między II Rzecząpospolitą a Rosją Sowiecką po zakończeniu wojny polsko-bolszewickiej. W ramach wymiany do Rosji wyjechało wtedy ponad 65 tys. jeńców rosyjskich, a do Polski powróciło ponad 26 tys. jeńców polskich. Pieszkowa została za to nagrodzona później przez Polski Czerwony Krzyż. Od wiosny 1922 r. kierowała Politycznym Czerwonym Krzyżem, którego działalność w sierpniu tego roku została przerwana przez CzeKa. Jesienią 1922 r. J. P. Pieszkowej udało się uzyskać zgodę na kontynuowanie pomocy więźniom. Utworzyła nową organizację pod nazwą „J. P. Pieszkowa. Pomoc Więźniom Politycznym i Zesłańcom” (POMPOLIT), która działała do wiosny 1937 r. Formalnie organizacja została zlikwidowana w lipcu 1938 r. Pieszkowa zajęła się upamiętnianiem M. Gorkiego i jego twórczości.
Po ataku wojsk niemieckich na ZSRR 22 czerwca 1941 r. została ewakuowana do Taszkentu. Podczas wojny z Niemcami ponownie zorganizowała organizację pomagającą dzieciom poszkodowanym przez działania wojenne. Po ich zakończeniu, wiosną 1945 r., powróciła do pomocy osobom uwięzionym i zesłańcom. W czasach stalinizmu kierowany przez nią moskiewski komitet Politycznego Czerwonego Krzyża był jedyną organizacją niosącą pomoc więźniom politycznym w ZSRR. Zajmowała się ona dostarczaniem paczek z żywnością i odzieżą, listów od rodzin oraz staraniem o polepszenie warunków uwięzienia, a także składaniem wniosków z prośbami o amnestię. Tysiące zesłańców różnych narodowości zawdzięczało jej życie. Wśród nich było także wielu Polaków.
Zmarła w 1965 r. w Moskwie w szpitalu na Kremlu. Została pochowana na Cmentarzu Nowodziewiczym, znajdującym się przy Monasterze Nowodziewiczym.